# 田村弘志
田村 弘志（たむら ひろし、1952年10月10日 - ）は、日本のバイオ・ライフサイエンス分野の研究者、コンサルタントである（山形県出身）。LPSコンサルティング事務所代表。

## 経歴
1976年に東北大学農学部食糧化学科（現 生命素子機能分野）を卒業後、1978年に新潟大学大学院農学研究科農芸化学専攻修士課程を修了。その後、自治医科大学臨床病理学（現 臨床検査医学）企業研究員を経て、1997年に埼玉大学大学院理工学研究科社会人特別選抜博士課程を修了した［博士（学術）］。
1978年に生化学工業株式会社東京研究所に入社。試薬診断薬事業部グループリーダー、試薬診断薬開発部及びACC室担当部長、順天堂大学医学部・東京薬科大学薬学部非常勤講師などを歴任。2013年にLPSコンサルティング事務所を設立し、代表に就任。

## 主な業績
田村は、エンドトキシン、リポ多糖（LPS）、β-グルカンなどの測定法の開発や、敗血症の補助診断マーカーの研究において多くの業績を上げている。特に、カブトガニ血球抽出物を利用した 高感度のエンドトキシン定量法等の開発に尽力し、日本発の診断薬（深在性真菌感染症）が世界標準となることに貢献した。
また、抗菌ペプチドLL-37の敗血症モデルマウスに対する効果及び作用機序に関する研究などでも重要な成果を挙げている。

## 学会・社会活動
日本細菌学会、 日本エンドトキシン・自然免疫研究会、内毒素LPS研究会などに所属し、運営委員や世話人、国内外の学術雑誌編集委員等を務めている。第27回内毒素LPS研究会では世話人を担当した。
また、NPO法人日本バイオベンチャー推進協会の専務理事・事務局長 や、日本DNAアドバイザー協会の会長を務めるなど、バイオベンチャーの振興や産学官連携の推進、人材育成にも尽力している。

## メディア掲載
「2023年度版 令和のブームはこれだ」 （株式会社ミスターパートナー, 株式会社 星雲社, 2023年1月）や「多様な人材育成でバイオ産業の発展に貢献する」 （経済界, 2019年11月） など、バイオ産業振興に関する取り組みが複数のメディアで取り上げられている。